# Nights in Rodanthe

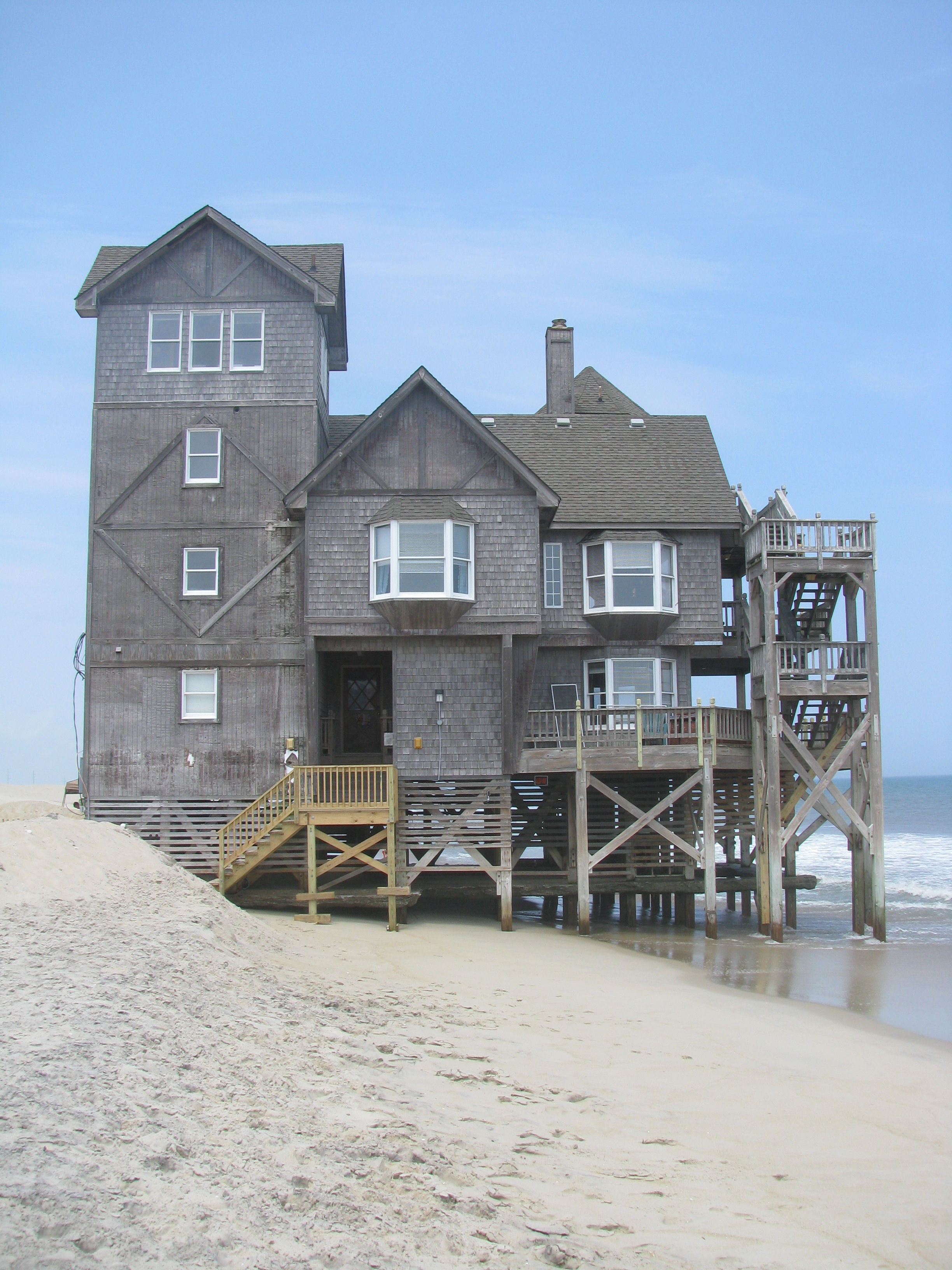
Filmlocatie

Nights in Rodanthe is een Amerikaanse film uit 2008 onder regie van George C. Wolfe. De film is gebaseerd op het gelijknamige boek van Nicholas Sparks.

## Verhaal
Adrienne Willis heeft een chaotisch leven en bezoekt de kleine stad Rodanthe voor een weekend om een vriendin op te zoeken. Ze hoopt hier tot rust te komen en een oplossing te vinden voor al haar conflicten in haar leven. Haar vriendin runt een herberg en heeft op het moment dat Adrienne komt enkel Dr. Paul Flanner als gast. Adrienne en Paul ontmoeten elkaar en brengen een magisch weekend door.

## Rolbezetting
| Acteur             | Personage         |
| ------------------ | ----------------- |
| Richard Gere       | Dr. Paul Flanner  |
| Diane Lane         | Adrienne Willis   |
| James Franco       | Mark Flanner      |
| Scott Glenn        | Robert Torrelson  |
| Christopher Meloni | Jack Willis       |
| Mae Whitman        | Amanda Willis     |
| Viola Davis        | Jean              |
| Pablo Schreiber    | Charlie Torrelson |
| Carolyn McCormick  | Jenny             |
| Jessica Lucas      | Zuster            |